# Hypolimnas arakaluk
Hypolimnas arakaluk är en fjärilsart som beskrevs av Semper 1906. Hypolimnas arakaluk ingår i släktet Hypolimnas och familjen praktfjärilar. Inga underarter finns listade i Catalogue of Life.